# Erythrococca berberidea
Erythrococca berberidea är en törelväxtart som beskrevs av David Prain. Erythrococca berberidea ingår i släktet Erythrococca och familjen törelväxter. Inga underarter finns listade i Catalogue of Life.